# Conjunção
Conjunção (do termo latino conjunctione) é uma das classes de palavras definidas pela gramática geral. As conjunções são palavras invariáveis que servem para conectar orações ou dois termos de mesma função sintática, estabelecendo, entre eles, uma relação de dependência ou de simples coordenação.
 Já as locuções conjuntivas são um conjunto de palavras que exercem a função de conjunção em um enunciado.

## Exemplos de conjunções
Portanto, logo, pois, como, mas, e, embora, porque, entretanto, nem, quando, ora, que, porém, todavia, quer, contudo, seja, conforme.

## Classificação das conjunções

### Conjunções essenciais
São chamados de "conjunções essenciais" aqueles elementos que atuam sempre como conjunção: e, nem, mas, porém, todavia, contudo, entretanto, ou, pois, porque, portanto, se, ora, apesar e como.

### Coordenativas e subordinativas
As conjunções e as locuções conjuntivas podem ser classificadas em dois grandes grupos: coordenativas e subordinativas.

#### Coordenativas
As conjunções coordenadas ligam duas orações do mesmo nível sintático, ou dois elementos de mesma função dentro de um enunciado.

##### Copulativas, aproximativas ou aditivas
As copulativas / aproximativas (português europeu) ou aditivas (português brasileiro) estabelecem uma relação de ligação entre duas orações expressando uma ideia de adição, soma ou acréscimo (ex.: e, nem, mas também, senão também, como também, mas ainda (depois de não só), além de (disso, disto, aquilo), tanto... quanto, bem como, ademais, outrossim, mas (em linguagem matemática ou como regionalismo), tampouco, etc)
Fabio jogou bola e descansou.
Agrediu a outro e foi agredido.

##### Adversativas
As adversativas ligam duas orações ou palavras, expressando ideia de oposição, bem como de contraste ou compensação entre as unidades ligadas. Também pode gerar um sentido de consequência a algo dito anteriormente (exemplo: mas, apesar, porém, todavia, entretanto, mesmo assim, ainda assim, contudo, no entanto, senão, não obstante,, etc).
Obs.: antes das conjunções adversativas a vírgula é obrigatória.
Eu corri muito, mas não alcancei o ônibus.
Ele era artilheiro do time, todavia não marcou nenhum gol no campeonato.

##### Disjuntivas
As disjuntivas (português europeu) ou alternativas (português brasileiro) ligam orações ou palavras, expressando ideia de alternância ou escolha, indicando fatos que se realizam separadamente (exemplo:ou...ou, ora...ora, já...já, quer... quer, seja... seja, talvez... talvez, não... não).
Ora a criança chora, ora a criança ri.
"Quer você queira Quer não, eu vou trabalhar."

##### Conclusivas
As ilativas (português europeu) ou conclusivas (português brasileiro) ligam a oração anterior a uma oração que expressa ideia de conclusão ou consequência. Servem para dar conclusões às orações (exemplo: logo, por isso, pois (depois do verbo), portanto, por conseguinte, assim, enfim, por fim, consequentemente, de modo que, por consequência, então, destarte, dessarte, conseguintemente).
Não estudou, logo não passou na prova.

##### Explicativas
As explicativas ligam a oração anterior a uma oração que a explica, que justifica a ideia nela contida. Expressam a relação de explicação, razão ou motivo (exemplo: que, porque, porquanto, pois, por isso (anteposta ao verbo), já que, visto que, como).
Feche a porta, que está chovendo.

#### Subordinativas
As conjunções subordinativas ligam uma oração de nível sintático inferior (oração subordinada) a uma de nível sintático superior (oração principal). Uma vez que uma oração é um membro sintático de outra, esta oração pode exercer funções diversas, correspondendo um tipo específico de conjunção para cada uma delas. Um período formado por conjunções subordinadas que não contém as tais conjunções é chamado de: oração principal.

##### Integrantes
Introduzem uma oração (chamada de substantiva) que pode funcionar como sujeito, objeto direto, predicativo, aposto, agente da passiva, objeto indireto, complemento nominal (nos três últimos casos pode haver uma preposição anteposta à conjunção) de outra oração. As conjunções subordinativas integrantes são que e se.
Quando o verbo exprime uma certeza, usa-se que; quando não, usa-se "se".
Afirmo que estudei.
Não sei se fizeram ou se farão.
Espero que a ajuda não demore.
Uma forma de identificar o se e o que como conjunções integrantes é substituí-los por "isso", "isto" ou "aquilo".
Afirmo que estudei. (afirmo isto)
Não sei se fizeram ou se farão. (não sei isto)
Espero que a ajuda não demore. (espero isto)
As adverbiais podem ser classificadas de acordo com o valor semântico que possuem.

##### Causal
Estabelece, na frase, uma relação de causa e consequência entre dois ou mais fatos mencionados 
Conjunções: porque, pois, porquanto, como, pois que, por isso que, já que, uma vez que, visto que, visto como, que, na medida em que
Exemplos:
Foi para lá pois estava doente.
Não fomos à festa porque tínhamos de estudar.
Como o calor estava forte, pusemo-nos a andar pelo passeio público.
Como o frio era grande, aproximaram-se da lareira.

##### Comparativa
Iniciam uma oração que contém o segundo membro de uma comparação 
Conjunções: que, mais/menos (do) que, (tal) qual, (tão/tanto) quanto, como, assim como, bem como, como se, que nem
Indica comparação entre dois membros.
Exemplos:
Era mais azul do que é agora.
Levantou-se como se estivesse indo à maratona.
Esse doce estava pior que o outro que acabou.

##### Concessiva
Inicia uma oração subordinada em que se admite um fato contrário à ação proposta pela oração principal, mas incapaz de impedi-la 
Conjunções: (muito) embora, ainda que, ainda quando , se bem que, mesmo que, mesmo quando, posto que, apesar de que, por mais que, nem que, conquanto, malgrado, não obstante, inobstante, em que pese, por muito que, por pouco que, por melhor que, por pior que, por menos que
Exemplos:
Apesar de não terem pegado ônibus, vi-os chegando ao destino.
Estava cansado, embora tenha chegado ao destino.

##### Condicional
Iniciam uma oração subordinada em que se indica uma hipótese ou uma condição necessária  ou necessitada para que seja realizado ou não o fato principal .
Conjunções: se, caso, quando, contanto que, salvo se, sem que, dado que, desde que, a menos que, a não ser que, uma vez que
Exemplos:
Caso estivesse por perto, nada disso teria acontecido.
Não sairia sem que dormisse antes.
Ele poderia sair, contanto que terminasse a tarefa.
Seria mais poeta, a menos que fosse político.
Ficou decidido que seria ao ar livre desde que não chovesse

##### Conformativa(português brasileiro)oumodal(português europeu)
Inicia uma oração subordinada em que se exprime a conformidade de um pensamento com o da oração principal 
Conjunções: conforme, como, segundo, consoante, de acordo com (todas elas com mesmo valor de conforme).
Exemplo:
Deve-se seguir a instrução de montagem conforme o manual do aparelho.
Tal foi a conclusão de Aires, segundo se lê no Memorial. (Machado de Assis)

##### Consecutiva(português brasileiro)oucorrelativa(português europeu)
Iniciam uma oração na qual se indica a consequência (exemplo: que (precedido de tal, tanto, tão, tamanho, de forma que, de modo que, de sorte que, de maneira que, que = equivalendo a sem que).
Tamanho foi seu susto que quase infartou.
Falou tanto na reunião que ficou rouco.

##### Proporcional
Iniciam uma oração subordinada em que se menciona um fato realizado ou para realizar-se simultaneamente com o da oração principal (exemplo: à medida que, à proporção que, ao passo que, enquanto, quanto mais... mais, tanto mais... mais)
À proporção que nos elevávamos, elevava-se igualmente o dia nos ares.
Tudo isso vou escrevendo enquanto entramos no Ano Novo.
O preço do leite aumenta à medida que esse alimento falta no mercado.

##### Temporal(português brasileiro)ouperiódica(português europeu)
Iniciam uma oração subordinada indicadora de circunstância de tempo (exemplo: logo que, quando, enquanto, até que, antes que, depois que, assim que, sempre que, apenas, mal, cada vez que, desde quando, desde que, todas as vezes que, senão quando, ao tempo que, nem).
Custas a vir e, quando vens, não demora.
Ela sorriu, quando me viu.
Implicou comigo assim que me viu.

##### Final
Iniciam uma oração que expressa a finalidade ou o objetivo com que se realiza a principal. (ex: a fim de que, para que, que, porque = para que).
Toque o sinal para que todos entrem no salão.
Aproxime-se a fim de que possamos vê-lo melhor.

## Classe de conjunções extra
Há autores que consideram ainda uma classe de conjunções chamada continuativas (português brasileiro) ou transitivas (português europeu), definindo-as como conjunções que expressam apenas uma continuação do discurso.
Incluem nessa classe conjunções e locuções conjuntivas como: ora, pois, pois bem, no entanto, na verdade, com efeito, daí, depois, além disso, além do que, de mais a mais etc.
Entretanto, essa classificação é, na verdade, uma mistura de conjunções adversativas, conclusivas, explicativas e até mesmo advérbios, locuções adverbiais etc.

## Observações gerais
Uma conjunção é, na maioria das vezes, precedida ou sucedida por uma vírgula (",") e muito raramente é sucedida por um ponto ("."). Seguem alguns exemplos de frases com as conjunções marcadas em negrito:
Aquele é um bom aluno, portanto deverá ser aprovado.
Meu pai ora me trata bem, ora me trata mal.
Gosto de comer chocolate, mas sei que o excesso me faz mal.
Marcelo pediu que fôssemos alegres para a festa.
João subiu e desceu a escada.
Quando a banda deu seu acorde final, os organizadores deram início aos jogos.
Em geral, cada categoria tem uma conjunção típica. Assim é que, para classificar uma conjunção ou locução conjuntiva, é preciso que ela seja substituível, sem mudar o sentido do período, pela conjunção típica. Por exemplo, o "que" somente será conjunção coordenativa aditiva, se for substituível pela conjunção típica "e".
Dize-me com quem andas, que eu te direi quem és.
Dize-me com quem andas, e eu te direi quem és.
As conjunções alternativas caracterizam-se pela repetição, exceto "ou", cujo primeiro elemento pode ficar subentendido.
As adversativas, exceto "mas", podem aparecer deslocadas. Neste caso, a substituição pelo tipo (conjunção típica) só é possível se forem devolvidas ao início da oração.
A diferença entre as conjunções coordenativas explicativas e as subordinativas causais é o verbo: se este estiver no imperativo, a conjunção será coordenativa explicativa: "Fecha a janela, porque faz frio."
O "que"  e o "se" serão integrantes se a oração por eles iniciada responder à pergunta "O que...?", formulada com o verbo da oração anterior. Veja o exemplo:
Não sei se morre de amor (o que não sei? Se morre de amor.)
O uso da conjunção "pois" pode ser classificada em:
- explicativa, quando a conjunção estiver antes do verbo;
- conclusiva, quando a conjunção estiver depois do verbo;
- causal, quando a conjunção puder ser substituída por "uma vez que".

O uso da conjunção "porque" pode ser classificada em:
- explicativa, quando o verbo estiver no imperativo;
- causal, quando indicar um fato;
- final, quando a conjunção puder ser substituída por "para que".